# Чемпіонат світу з легкої атлетики в приміщенні 2018 — 400 метрів (жінки)
Змагання з бігу на 400 метрів серед жінок на Чемпіонаті світу з легкої атлетики в приміщенні 2018 у Бірмінгемі відбулись 2 та 3 березня в Арені Бірмінгем.

## Рекорди
На початок змагань основні рекордні результати були такими:
| WIR | Ярміла Кратохвілова Чехословаччина | 49,59 | Мілан Італія        | 7 березня 1982  |
| CR  | Олеся Красномовець Росія           | 50,04 | Москва Росія        | 12 березня 2006 |
| WL  | Сінді Маклафлін США                | 50,52 | Колледж-Стейшен США | 25 лютого 2018  |

## Розклад
| Дата           | Час початку | Стадія    |
| -------------- | ----------- | --------- |
| 2 березня 2018 | 12:10       | Забіги    |
| 2 березня 2018 | 20:32       | Півфінали |
| 3 березня 2018 | 20:05       | Фінал     |

Вказаний місцевий час (UTC+0)

## Результати

### Забіги
Умови кваліфікації до наступного раунду: перші двоє з кожного забігу (Q) та шестеро найшвидших за часом з тих, які посіли у забігах місця, починаючи з третього (q).
Забіг 1
| Місце | Атлетка           | Країна    | Час   | Примітки |
| ----- | ----------------- | --------- | ----- | -------- |
| 1     | Кортні Около      | США       | 51,54 | Q        |
| 2     | Марія Белімпасакі | Греція    | 52,27 | Q, PB    |
| 3     | Анна Рижикова     | Україна   | 52,96 | q, PB    |
| 4     | Лада Вондрова     | Чехія     | 53,05 | q        |
| 5     | Еліна Міхіна      | Казахстан | 53,90 |          |

Забіг 2
| Місце | Атлетка            | Країна     | Час   | Примітки |
| ----- | ------------------ | ---------- | ----- | -------- |
| 1     | Леа Шпрюнгер       | Швейцарія  | 52,46 | Q        |
| 2     | Мадія Гафур        | Нідерланди | 52,54 | Q        |
| 3     | Надін Гонска       | Німеччина  | 52,77 | q, PB    |
| 4     | Тревія Джонс       | Канада     | 53,31 |          |
| 5     | Лаура Буено        | Іспанія    | 53,66 |          |
| 6     | Маріама Сеноконоко | Фіджі      | DQ    |          |

Забіг 3
| Місце | Атлетка               | Країна                   | Час   | Примітки |
| ----- | --------------------- | ------------------------ | ----- | -------- |
| 1     | Зої Кларк             | Велика Британія          | 52,75 | Q        |
| 2     | Юстина Швенти-Ерсетиц | Польща                   | 53,05 | Q        |
| 3     | Айоміде Фолорунсо     | Італія                   | 53,24 |          |
| 4     | Келсі Болквілл        | Канада                   | 53,29 |          |
| 5     | Світлана Голендова    | Казахстан                | 53,44 |          |
| 6     | Кінеке Александер     | Сент-Вінсент і Гренадини | 55,46 |          |

Забіг 4
| Місце | Атлетка             | Країна   | Час   | Примітки |
| ----- | ------------------- | -------- | ----- | -------- |
| 1     | Шакіма Вімблі       | США      | 52,43 | Q        |
| 2     | Агне Шеркшнене      | Литва    | 52,81 | Q, NIR   |
| 3     | Рафаела Лікудо      | Італія   | 52,98 | q, PB    |
| 4     | Патриція Вичишкевич | Польща   | 53,22 |          |
| 5     | Аніта Хорват        | Словенія | 53,52 |          |

Забіг 5
| Місце | Атлетка               | Країна          | Час   | Примітки |
| ----- | --------------------- | --------------- | ----- | -------- |
| 1     | Стефені Енн Макферсон | Ямайка          | 52,18 | Q, SB    |
| 2     | Ейлід Дойл            | Велика Британія | 52,31 | Q        |
| 3     | Філ Хілі              | Ірландія        | 52,75 | q        |
| 4     | Александра Безекова   | Словаччина      | 52,78 | q        |
| 5     | Тамара Салашкі        | Сербія          | 53,61 |          |
| 6     | Грейс Клакстон        | Пуерто-Рико     | 53,92 |          |

Забіг 6
| Місце | Атлетка        | Країна     | Час   | Примітки |
| ----- | -------------- | ---------- | ----- | -------- |
| 1     | Товеа Дженкінс | Ямайка     | 53,39 | Q        |
| 2     | Івета Путалова | Словаччина | 53,97 | Q        |
| 3     | Катя Азеведу   | Португалія | 54,17 |          |
| 4     | Дженебу Данте  | Малі       | 57,85 | SB       |
| 5     | Майя Чирич     | Сербія     | DQ    |          |
| 6     | Пейшенс Джордж | Нігерія    | DNS   |          |

### Півфінали
Умови кваліфікації до наступного раунду: перші двоє з кожного забігу (Q).
Забіг 1
| Місце | Атлетка             | Країна          | Час   | Примітки |
| ----- | ------------------- | --------------- | ----- | -------- |
| 1     | Шакіма Вімблі       | США             | 51,34 | Q        |
| 2     | Ейлід Дойл          | Велика Британія | 52,15 | Q        |
| 3     | Агне Шеркшнене      | Литва           | 52,62 | NR       |
| 4     | Анна Рижикова       | Україна         | 52,74 | PB       |
| 5     | Александра Безекова | Словаччина      | 53,05 |          |
| 6     | Леа Шпрюнгер        | Швейцарія       | DQ    |          |

Забіг 2
| Місце | Атлетка               | Країна          | Час   | Примітки |
| ----- | --------------------- | --------------- | ----- | -------- |
| 1     | Юстина Швенти-Ерсетиц | Польща          | 52,63 | Q        |
| 2     | Зої Кларк             | Велика Британія | 52,63 | Q        |
| 3     | Мадія Гафур           | Нідерланди      | 53,14 |          |
| 4     | Рафаела Лікудо        | Італія          | 53,18 |          |
| 5     | Надін Гонска          | Німеччина       | 53,45 |          |
| 6     | Стефені Енн Макферсон | Ямайка          | DQ    |          |

Забіг 3
| Місце | Атлетка           | Країна     | Час   | Примітки |
| ----- | ----------------- | ---------- | ----- | -------- |
| 1     | Кортні Около      | США        | 51,79 | Q        |
| 2     | Товеа Дженкінс    | Ямайка     | 52,42 | Q        |
| 3     | Філ Хілі          | Ірландія   | 53,26 |          |
| 4     | Лада Вондрова     | Чехія      | 53,32 |          |
| 5     | Івета Путалова    | Словаччина | 53,46 |          |
| 6     | Марія Белімпасакі | Греція     | DQ    |          |

### Фінал
| Місце | Атлетка               | Країна          | Час   | Примітки |
| ----- | --------------------- | --------------- | ----- | -------- |
| 1     | Кортні Около          | США             | 50,55 | PB       |
| 2     | Шакіма Вімблі         | США             | 51,47 |          |
| 3     | Ейлід Дойл            | Велика Британія | 51,60 | SB       |
| 4     | Юстина Швенти-Ерсетиц | Польща          | 51,85 |          |
| 5     | Товеа Дженкінс        | Ямайка          | 52,12 | PB       |
| 6     | Зої Кларк             | Велика Британія | 52,16 |          |